# 窦孝慈
窦孝慈（?—671年），又作窦孝德，扶风郡平陵县（今陕西省咸阳市秦都区）人，祖籍河南郡洛阳县（今河南省洛阳市东），唐朝官员，窦诞的长子。

## 生平
窦诞娶高祖之女襄陽公主，贞观二十二年（648年）去世。窦孝慈嗣爵莘国公，官至左卫将军、慈州刺史，咸亨二年，窦孝慈去世。

## 家庭

### 夫人
- 豆卢氏，北周骠骑大将军、开府仪同三司、侍中、少保、幽并等十州刺史、沃野县开国公豆卢永恩曾孙女，隋朝恒相等五州刺史、驸马都尉、左武候大将军、南陈郡开国公豆卢通孙女，唐朝殿中监、太常卿、礼部尚书、上柱国、芮国公，赠特进、使持节、并州都督豆卢宽之女，虚岁十六嫁给窦孝慈，永徽元年册拜莘国夫人，永淳元年增号莘国太夫人。载初元年二月廿八日因病在洛阳宣风里私人住宅中去世，虚岁六十有六。天授二年壹月四日，棺木返回长安，天授二年三月一日，附葬于祖妣魏氏旧域长安龙首原[1]

### 子孙
- 窦希玠，禮部尚書、莘国公
  - 竇錫
  - 竇銳
- 竇希璬，蓬州刺史
  - 竇銓，滑州刺史
- 竇敬賓，河南少尹